# Paavo Paajanen
Paavo Paajanen, né le 25 avril 1988, est un coureur cycliste finlandais, ancien membre de l'équipe Differdange-Losch en 2013.

## Palmarès
- 2006
  -  Champion de Finlande sur route juniors
  -  Champion de Finlande du contre-la-montre juniors
- 2008
  -  Champion de Finlande sur route espoirs
  - 4e étape du Tour de Moselle
- 2009
  -  Champion de Finlande sur route espoirs
- 2010
  -  Champion de Finlande sur route espoirs
  - 3e du Challenge de Hesbaye
- 2011
  - 3e étape du Tour de Liège
  - 2e du championnat de Finlande sur route
  - 2e de Romsée-Stavelot-Romsée
  - 3e du Grand Prix d'Affligem
- 2012
  - Grand Prix de Bavay[2]
  - 2e du Triptyque ardennais
  - 2e du Grand Prix Jean-Pierre Monseré
  - 3e de Romsée-Stavelot-Romsée
- 2013
  - 2e du championnat de Finlande sur route

## Classements mondiaux
| Année           | 2008 | 2009  | 2010 | 2011 | 2012 | 2013 |
| --------------- | ---- | ----- | ---- | ---- | ---- | ---- |
| UCI Europe Tour | 903e | 1001e | 731e | 497e |      | 394e |